# Guitar Days
Guitar Days - An Unlikely Story of Brazilian Music é um documentário escrito, produzido e dirigido por Caio Augusto Braga. Lançado em 2019, no Brasil, no Festival Internacional In-Edit, o filme retrata a história dos precursores do indie rock brasileiro, as guitar bands, e o panorama atual do cenário musical alternativo no país.

## Sinopse
"Uma nova geração de bandas de rock decide desafiar o status quo e mergulhar em um novo gênero musical não muito brasileiro, transformando permanentemente o cenário independente nacional com suas guitarras barulhentas, letras em inglês e performances vigorosas. Cantar em inglês já não era uma opção, mesmo se isso significasse ser renegado pela grande mídia para sempre. Elas são as guitar bands."

## Produção
O documentário foi produzido sem patrocínio ou leis de incentivo. Para levantar fundos para a produção e finalização do filme, foram realizados shows em São Paulo, Rio de Janeiro e Belo Horizonte em um financiamento coletivo. Apesar do financiamento não ter atingido o valor previsto, os shows foram mantidos e o público pode rever, depois de 18 anos, o retorno do Killing Chainsaw, além das apresentações de Second Come, Mickey Junkies, The Cigarettes, Valv, entre outros.
Após os shows do crowdfunding, o diretor Caio Augusto Braga embarca para Inglaterra para entrevistar membros de bandas que influenciaram o movimento guitar, como Thurston Moore (Sonic Youth), Mark Gardener (Ride), Stephen Lawrie (The Telescopes), além do jornalista britânico, descobridor do grunge, Everett True.
Em 2018 o Pin Ups grava sua primeira música inédita em anos para a coletânea Guitar Days, lançada em 2019 pelo selo Midsummer Madness Records.

## Prêmios e Indicações
| Ano  | Organização                                            | Categoria           | Indicação          | Resultado |
| ---- | ------------------------------------------------------ | ------------------- | ------------------ | --------- |
| 2018 | Festival Premios Latino del Cine y la Música - Espanha | Melhor documentário | Guitar Days        | Venceu    |
| 2018 | Festival Premios Latino del Cine y la Música - Espanha | Melhor direção      | Caio Augusto Braga | Venceu    |
| 2019 | Indie Nuts Festival - Alemanha                         | Melhor documentário | Guitar Days        | Venceu    |

## Coletânea Guitar Days - Midsummer Madness
Em setembro de 2019, o selo Midsummer Madness Records lança a coletânea, física e digital, de músicas de bandas que participaram do movimento guitar, ou que seguem seu caminho nos dias de hoje.
O line-up foi escolhido pelo diretor Caio Augusto Braga, e traz as seguintes bandas e músicas:
- Loomer - Lack;
- Adriano Cintra - The Big Deserter;
- Twinpine(s) - Waning;
- The Cigarettes - Never Know Why;
- Pin Ups - First Time;
- The Concept - Sad Walk;
- Justine Never Knew The Rules - Polar Bear (Hibernation Song);
- Câmera - Soirée Chez Moi;
- Valv - New Ground;
- The John Candy - Scrappy Christmas;
- Wry - Life is Like a Dream;
- PELVs - Take Mine;
- The Biggs - Breech Delivery;
- Mudhill - Sand of Sorrow;
- Lava Divers - Hash & Weed;
- Mickey Junkies - Big Bad Wolves;
- Second Come - Infatuated Love;
- Hateen - Ocean of Rain;
- MQN - I Can't Get Higher;
- Maria Angélica Não Mora Mais Aqui - Alemanha.  Digital:
- Fish Magic - Hymn;
- Old Magic Pallas - Enchanted;
- Shed - Luxury;
- Loyal Gun - Better Than Before;
- Garage Fuzz - Daylight;
- Travelling Wave - Drivin' Searching;
- Winter Waves - Red Birds.